# Luiz Felipe de Azevedo
Luiz Felipe Cortizo Gonçalves de Azevedo (Río de Janeiro, 17 de agosto de 1953) es un jinete brasileño que compitió en la modalidad de salto ecuestre.
Participó en dos Juegos Olímpicos de Verano en los años 1996 y 2000, obteniendo dos medallas, bronce en Atlanta 1996 y bronce en Sídney 2000. Ganó una medalla de oro en los Juegos Panamericanos de 1991.

## Palmarés internacional
| Juegos Olímpicos     | Juegos Olímpicos         | Juegos Olímpicos  | Juegos Olímpicos |
| Año                  | Lugar                    | Medalla           | Categoría        |
| -------------------- | ------------------------ | ----------------- | ---------------- |
| 1996                 | Atlanta (Estados Unidos) | Medalla de bronce | Por equipos      |
| 2000                 | Sídney (Australia)       | Medalla de bronce | Por equipos      |
| Juegos Panamericanos |                          |                   |                  |
| Año                  | Lugar                    | Medalla           | Categoría        |
| 1991                 | La Habana (Cuba)         | Medalla de oro    | Por equipos      |